# Варьете

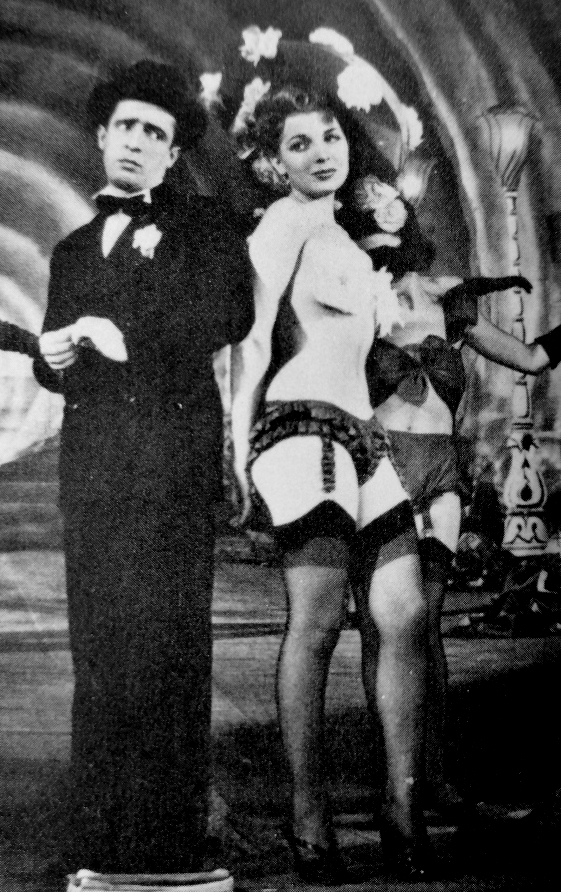
Итальянские звёзды Нино Таранто и Иза Барцицца на сцене варьете

Варьете (или устар. вариэтэ и варьетэ; фр. variété, от лат. varietas; букв. — разнообразие, пестрота) — лёгкий музыкально-танцевальный и вокальный театральный жанр, сочетающий в одном представлении разнообразные элементы сценического искусства: пение, танцы, музыку, чтение стихов и исполнение отдельных драматических номеров, преимущественно, веселого, комедийно-сатирического характера (наряду с выступлениями акробатов, дрессировщиков, жонглёров, фокусников, чревовещателей и других артистов цирка). Допуская очень широкие возможности при составлении концертной программы, варьете получило широкое интернациональное распространение в последнюю треть XIX века. Программа состоит из меньшего или большего числа представлений, которые складываются в мозаику совместного мероприятия, каждое из которых образует художественно целостную единицу, имеющую начало и конец. Ведущим традиционно выступает конферансье.

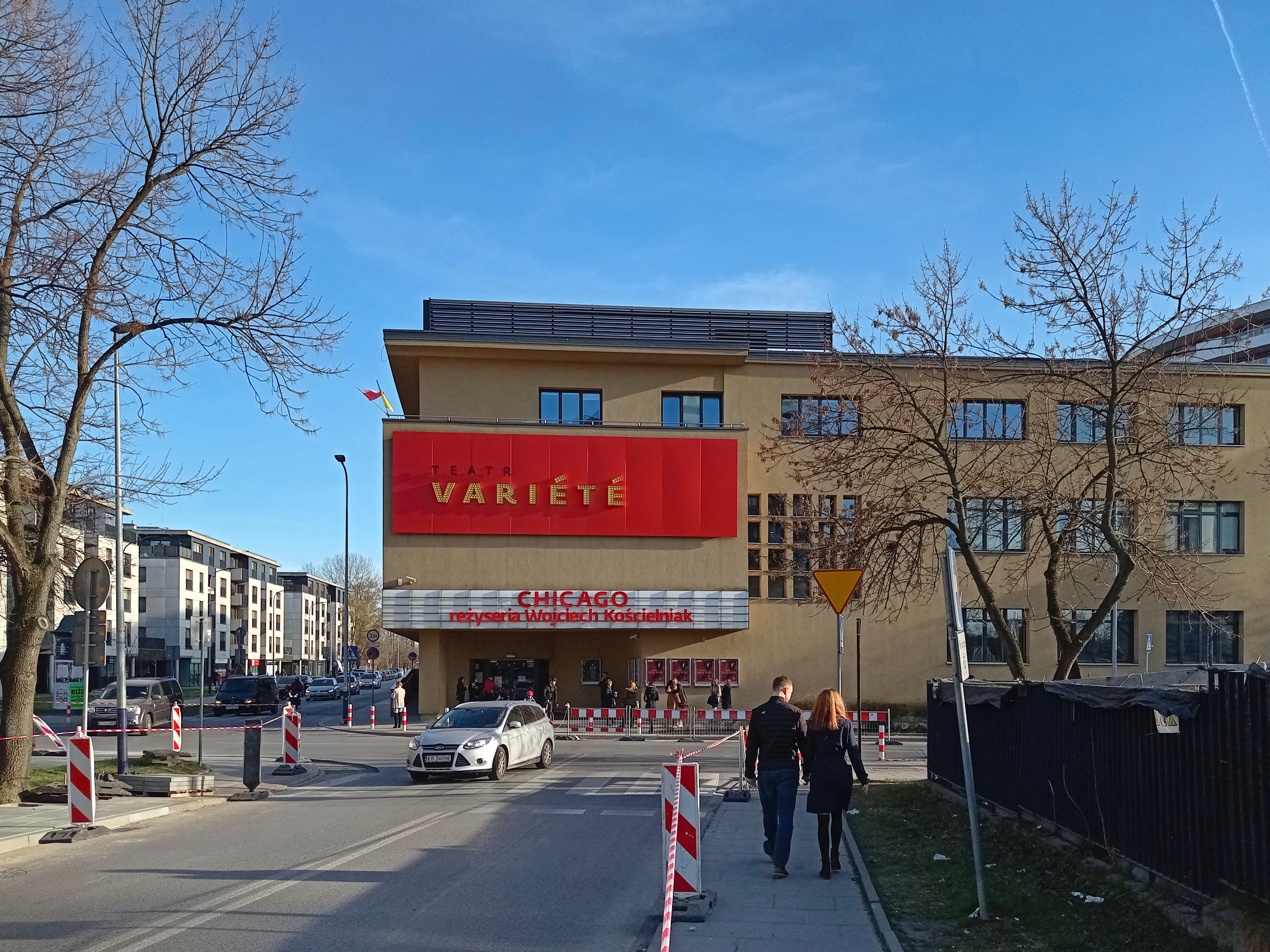
Театр Варьете в Кракове

Название жанра произошло от названия театра «Варьете-Монтансье», открытого в XVIII веке в Париже. В 1807 году театр был закрыт указом Наполеона о театрах; труппа же просто переехала из здания на улице Монпансье в одноимённый (по первому слову) театр, выстроенный на Монмартре, где продолжила свою деятельность, а поскольку успех театра был очевиден, вскоре подобные заведения наводнили Европу, сам театр «Варьете» был на общем фоне уже не так заметен и, более того, его имя стало нарицательным.
В Москве первый театр-варьете «Альказар» открылся в 1910 году и располагался на Садово-Триумфальной площади. Был закрыт в 1917 году.

## Жанровое своеобразие
Варьете по своему наполнению очень похоже на мюзик-холл, отчего их часто путают, но имеет отличия достаточные для того, чтобы два этих жанра различались даже в ведущих энциклопедиях; так, например, в «Большой советской» и «Большой российской» энциклопедиях существуют отдельные самостоятельные статьи про варьете и мозик-холл. Как и в случае с мюзик-холлом под термином варьете может пониматься либо сама форма развлечения, либо место (здание театра) где проходит шоу.
Предназначенное, преимущественно, для увеселения праздной и богатой публики, варьете нередко носит ярко эротический характер, согласно «БСЭ», допуская, «разнузданную чувственность слова и телодвижения». Поэтому в Советском Союзе этот жанр не нашёл почвы для своего развития, и упоминался лишь попадая в «обозрения» общественно-сатирического содержания. После распада СССР интерес к варьете стал вновь возрождаться и отдельные шоу стали появляться даже на телевидении.

## Театры варьете
Великобритания
- Театр Leeds City Varieties — мюзик-холл в английском городе Лидс, основан в 1865 году

Латвия
- «Ю́рас пе́рле» (в переводе с латышского языка «Морская жемчужина») — специализированное здание, включающее бар и ресторан, построенное в 1965 году на берегу Рижского залива. Благодаря творческим усилиям руководящей администрации «Юрас перле» стал первой сценической площадкой варьете в СССР, отличаясь очень высоким художественным уровнем эстрадных программ. В 1990-е годы после двух пожаров здание было утрачено

Польша
- Краковский театр-варьете; основан в 2014 году

Российская империя
- «Альказар» — первый театр-варьете в Москве, существовавший в 1910—1917 годах. Располагался в доме купца А. Гладышева, в 1910 году взятом в аренду и переоборудованном под театральный зал; после революции 1917 года здание служило сценической площадкой для ряда московских театров

Российская Федерация
- Московский государственный театр «Варьете»; основан в 1981 году

Франция
- Théâtre des Variétés («Театр Варьете») — основан в 1807 году и является одним из старейших парижских театров; в 1975 году здание театра получило статус «памятника архитектуры»
- Парижский театр-варьете «Фоли Бержер»; основан в 1869 году